# Национална спортна база
„Национална спортна база“ ЕАД е българско 100% държавно еднолично акционерно дружество с държавно имущество, управлява се от Министерството на младежта и спорта, дружеството поддържа спортни обекти и съоръжения с национално значение, които са публична държавна или общинска собственост.
Дружеството е образувано с разпореждане № 13 от 29 март 1993 г. на Министерския съвет, като правоприемник на стопанска организация „Спортни имоти и прояви“.
Адресът на дружеството е в гр.София на бул. „Евлоги и Христо Георгиеви“ №38

## Ръководство
- Петър Божилов - изпълнителен директор на НСБ ЕАД от ноември 2009 до 16 декември 2012. Назначен е на този пост от министър Свилен Нейков[1][2]
- Пламен Манолов - изпълнителен директор

## Обекти на дружеството
- Национален стадион „Васил Левски“ — София
- Стадион „Българска армия“ — София
- Спортна тренировъчна база „Панчарево“ — София
- Национален спортен комплекс „Диана“ – София
- НСБ „Спортпалас“ – курортен комплекс Златни пясъци
- Многофункционална спортна зала „Арена Армеец София“
- „Юнашки салон“ – Варна
- НСБ „Спартак“ – Созопол
- Конна спортна база „Хан Аспарух“
- Столичен колодрум „Сердика“ – София
- Високопланински спортен комплекс „Белмекен“
- Зала „София“ – София
- Национален стадион „Юнак“ – София
- Национални спортни зали „Раковски“ – София
- Открити тенис кортове – Борисова градина, София
- Гребна база „Панчарево“ – с. Герман
- Национална гребна база „Средец“ — Панчарево
- Лодкостроителница – Панчарево
- Национална ветроходна база – язовир Искър
- Национална гребна база „Пчелина“ с. Ковачевци
- Национална база за кану-каяк – Кърджали
- Национална ветроходна база – Несебър
- Национална алпийска ски база „Боровец“
- Национална база за биатлон – курортен комплекс Боровец
- Национална спортна база – Пампорово
- Национална спортна база „Цар Самуил“ – Петрич